# Altier
Altier község Franciaország déli részén, Lozère megyében. 2011-ben 207 lakosa volt.

## Fekvése
Altier az Altier folyó völgyében fekszik, 725 méteres (a községterület 616-1678 méteres) tengerszint feletti magasságban, Villefort-tól 12 km-re északnyugatra. Területe délen a Lozère-hegy gerincéig nyúlik (1678 m). Az Altier jobb- (Pigeyre, Lieyros) és bal oldali (Rouvière, Malanache) mellékvizeinek völgyei is a kiterjedt (54,45 km²-es területű) községterülethez tartoznak. A község déli része a Cévenneki Nemzeti Park területéhez tartozik. Területének 39,4%-át (21,45 km²) erdő borítja.
Nyugatról Cubières, északról Chasseradès és Prévenchères, keletről Pourcharesses, délről pedig Le Pont-de-Montvert községekkel határos.
Altiert a D901-es megyei út köti össze a Tribes-hágón (1130 m) keresztül Le Bleymard-ral (18 km), valamint Villefort-ral.
A község területén számos kisebb település található: Les Rochettes-Basses, Les Rochettes-Hautes, Le Cros, Conzès, Le Fossat, Le Grand Altier, Combret, L’Habitarelle, Rabeyral, Villespasses, Bergognon, La Pigeire és Chareylasse. Az egykori Balmelles település (Combret mellett) teljesen megszűnt.

## Története
Altier a történelmi Gévaudan tartományhoz tartozott, templomát 1143-ban említik először. A 12. században épült vára kezdetben a Randoni bárósághoz tartozott, a 16. században pusztult el. A falu súlyos károkat szenvedett a 16. századi vallásháborúk során, 1572-ben a hugenották templomát is felgyújtották.
Az elvándorlás következtében lakossága a 20. század során 1/5-ére csökkent. A korábban önálló Combret községet 1964. november 1-jén csatolták Altier-hez.

### Demográfia
| Év   | Lakosság |
| ---- | -------- |
| 1793 | 1013     |
| 1851 | 1375     |
| 1876 | 1239     |
| 1901 | 1068     |
| 1936 | 633      |

| Év   | Lakosság |
| ---- | -------- |
| 1946 | 579      |
| 1954 | 575      |
| 1962 | 461      |
| 1968 | 360      |

| Év   | Lakosság |
| ---- | -------- |
| 1975 | 276      |
| 1982 | 246      |
| 1990 | 243      |
| 1999 | 201      |
| 2010 | 207      |

## Nevezetességei
- Château du Champs - a 13. században épült kastélyt a 15. és a 17. században is megnagyobbították és reneszánsz stílusban átalakították, majd a 19. században felújították. 1942 óta műemlék, jelenleg is magántulajdonban van, nem látogatható. A kastélyhoz értékes kert is tartozik.
- Saint Privat-templom - a 13. században épült román stílusban, a hugenották lerombolták, a 17. században átépítették. Harangtornyát 1793-ban ledöntötték, később újjáépült. 1969-1989 között felújították.[4] Berendezése 19. századi eredetű, de egy 17. századi keresztelőmedence is található a templomban.
- Altier várának romjai - a 12. században épült vár a 16. század óta romokban hever.[5]
- L’Habitarelle település templomát Szűz Mária mennybevitelének szentelték; 1850-1869 között épült.[6]
- Les Rochettes-Basses településen 19. századi malomépület található.[7]
- A község területén számos 17-18. században épült tanya és farmépület található.[8]
- Pont Romain - a 19. században épült híd
- Chareylasse-vízesés

## Híres emberek
- Azalaïs d'Altier - 13. századi trubadúrnő Altier várában élt.

## Kapcsolódó szócikk
- Lozère megye községei